# Asplenium rockii
Asplenium rockii är en svartbräkenväxtart som beskrevs av Carl Frederik Albert Christensen. Asplenium rockii ingår i släktet Asplenium och familjen Aspleniaceae. Inga underarter finns listade.